# Ямб (зливок срібла)

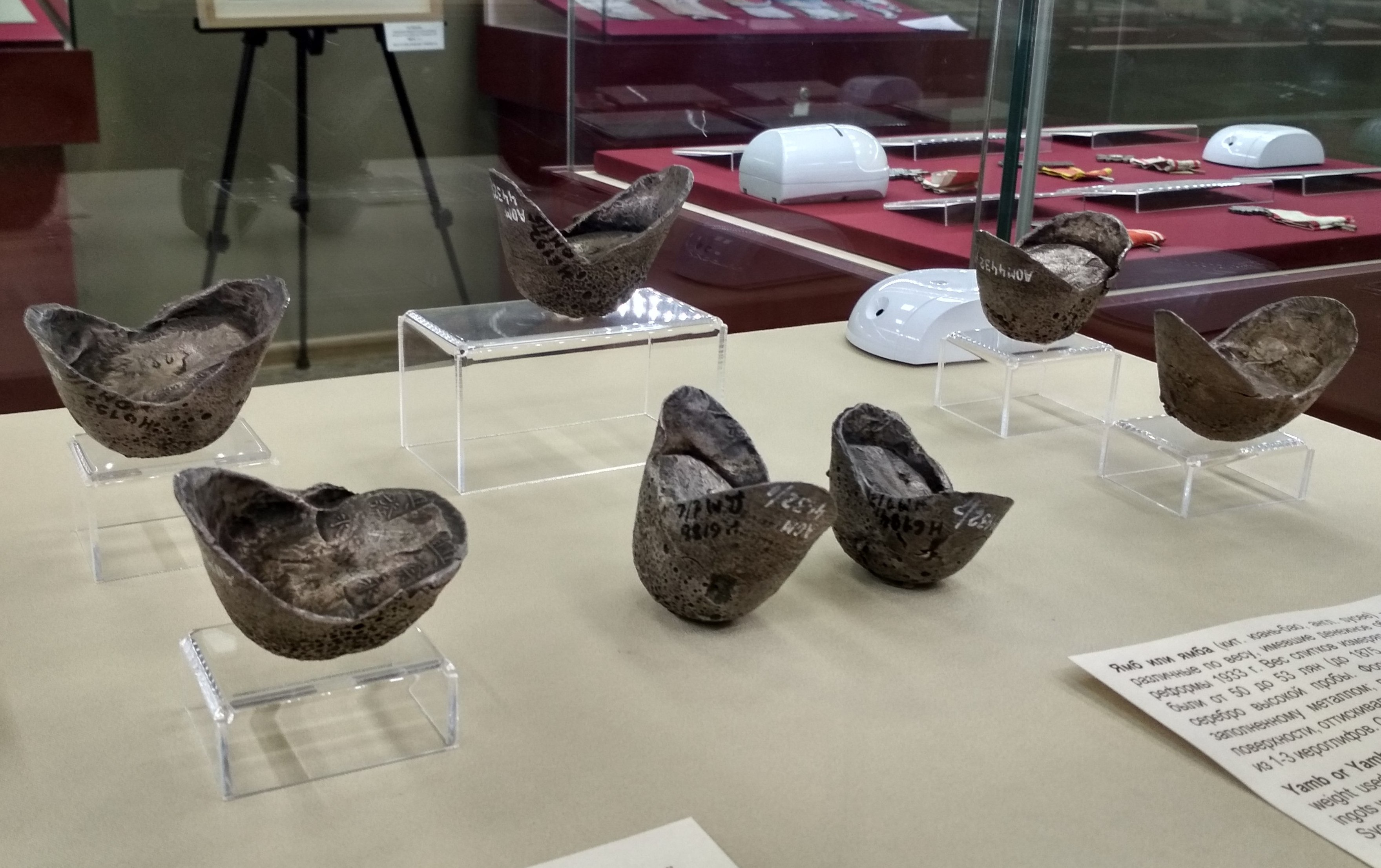
Човноподібні литі срібні ямби ХІХ ст.

Ямб, або ямба, сайсі, юаньбао, або юань-бао (кит. трад. 元寶, спр. 元宝, піньїнь: yuánbǎo, акад. юаньбао; кант. 細絲sai3 si1; англ. sycee, іноді — стосовно Північного Китаю — yamboo або yambu) — назва злитків срібла, що оберталися в Китаї до грошової реформи 1933 року. Вони були різного розміру та ваги: найчастіше в 50 лянів (两, англ. tael), тобто близько 1875 г, але зустрічаються також зливки в 5, 10 лянів тощо. Срібло — високопробне (від 934 до 982 частин чистого срібла на 1000 частин сплаву). Ямби мали вигляд китайських черевиків; вони могли розрізатись на частини для дрібних платежів. Виготовленням та випуском ямбів займалися приватні банкіри та міняли.
В обмеженій мірі ямби поводилися і в суміжних з Китаєм регіонах. Зокрема, вони були досить поширені в Киргизькому ханстві, де вони використовувалися для особливо великих транзакцій, торгівлі з Китаєм і як об'єкт тезаврації.
Найбільш поширена назва цих злитків — ямб, європейська — сайсі, кімпо, сідлоподібні монети, китайська — юаньбао.

## Нині
Небагато справжніх ямбів дійшло до наших днів; вони високо цінуються нумізматами.

## Юаньбао у географічних назвах
У багатьох районах Китаю є пагорби або гори, у формі яких місцеві жителі помітили схожість зі злитком-ямбом (юаньбао)). (Інші предмети, чию форму часто «бачать» у горах — черепаха (гуй або, в приморських районах, ао), та підставка для пензля, біцзя)

## Галерея

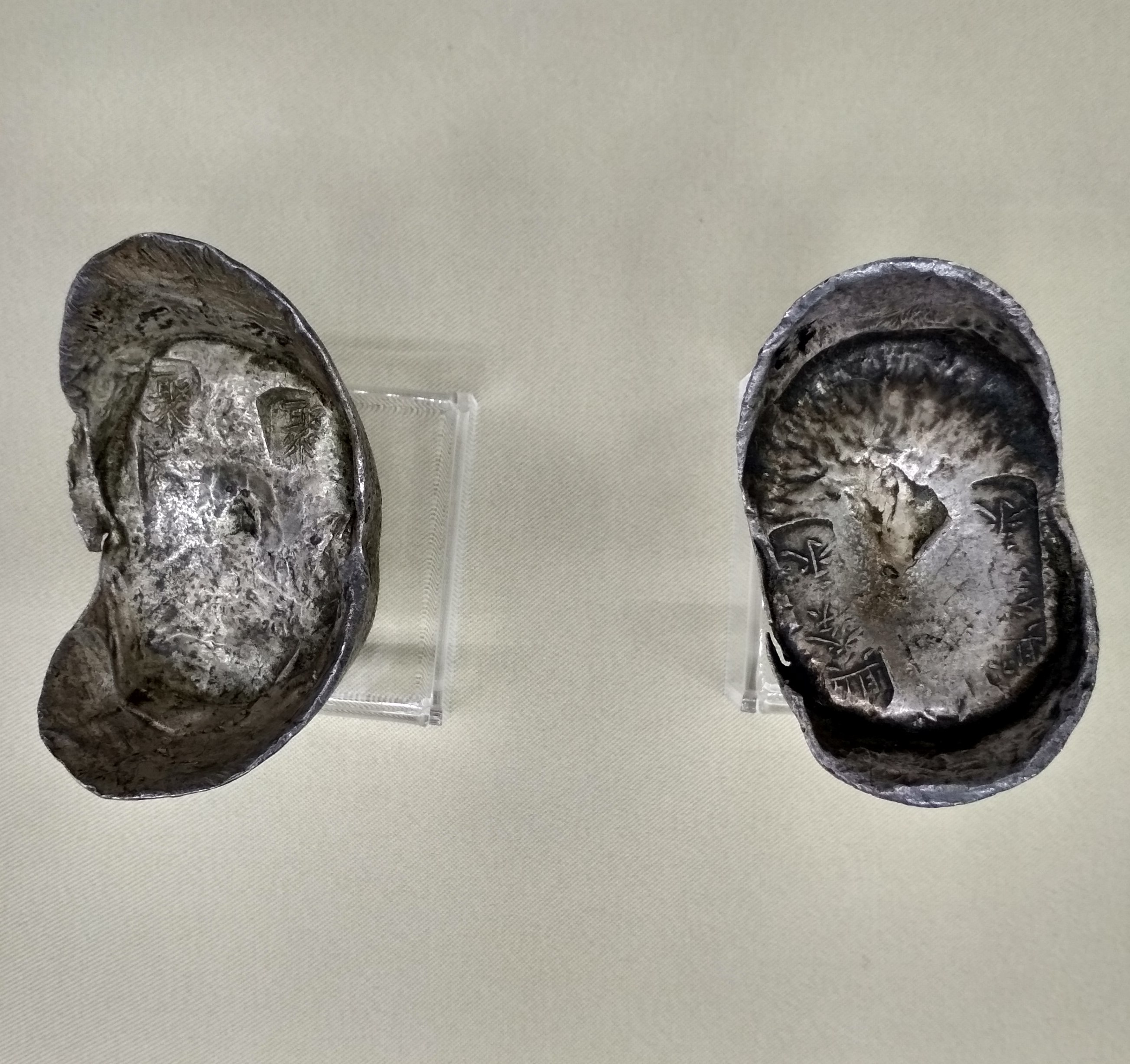
Тавра на ямбах
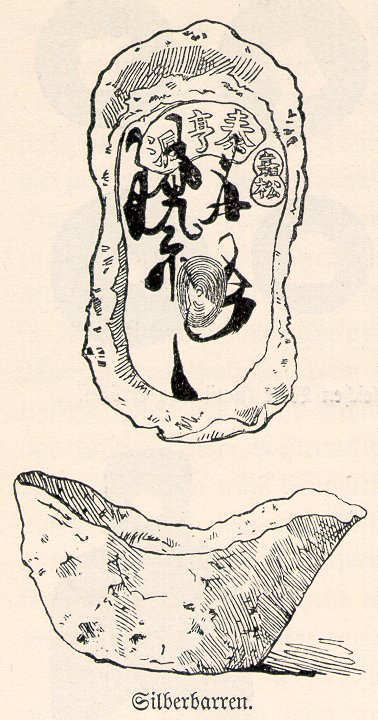
Лодкоподібний срібний ямб ХІХ ст.
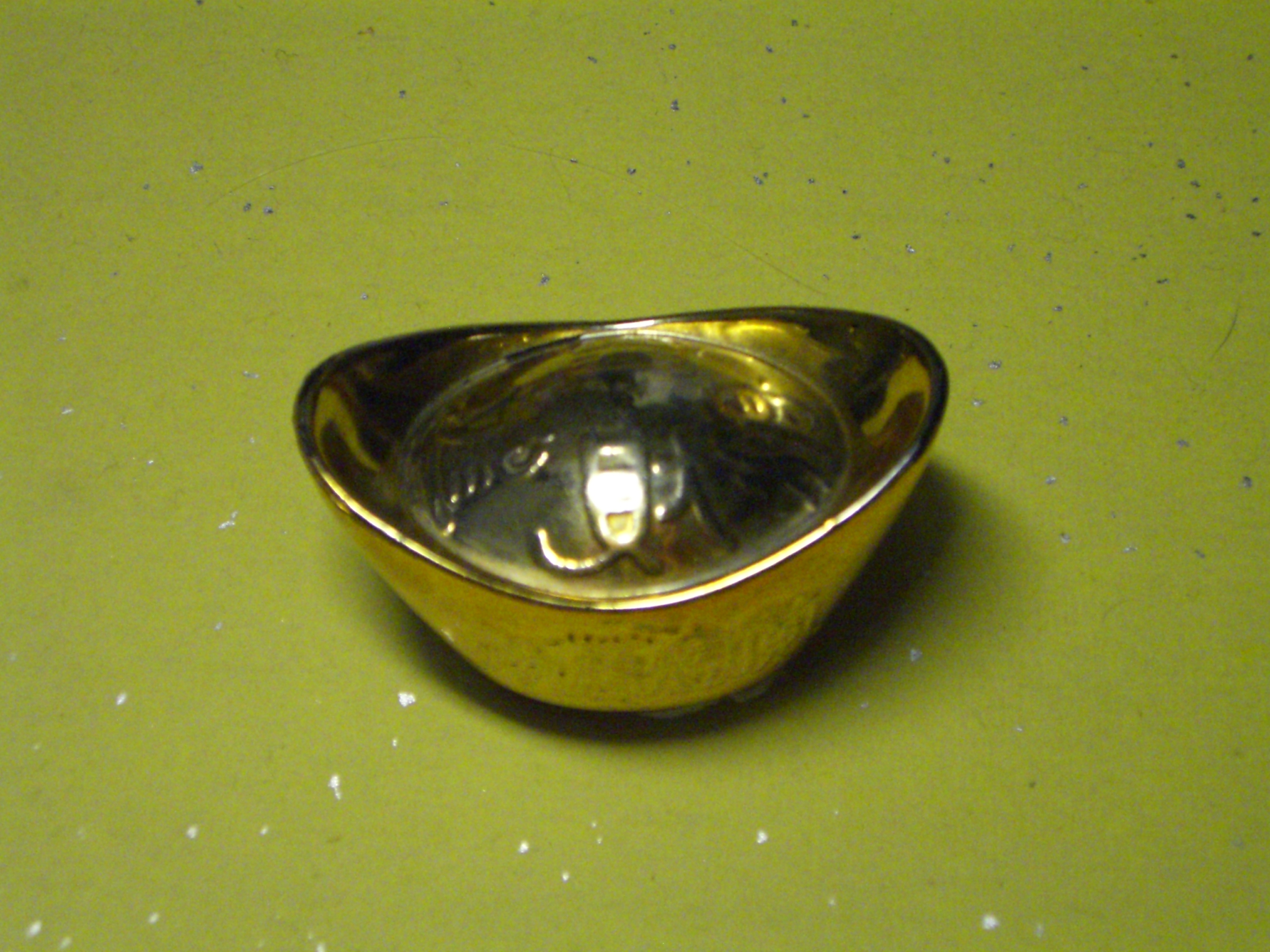
У наші дні бутафорські ямбі слугують для новорічного оздоблення
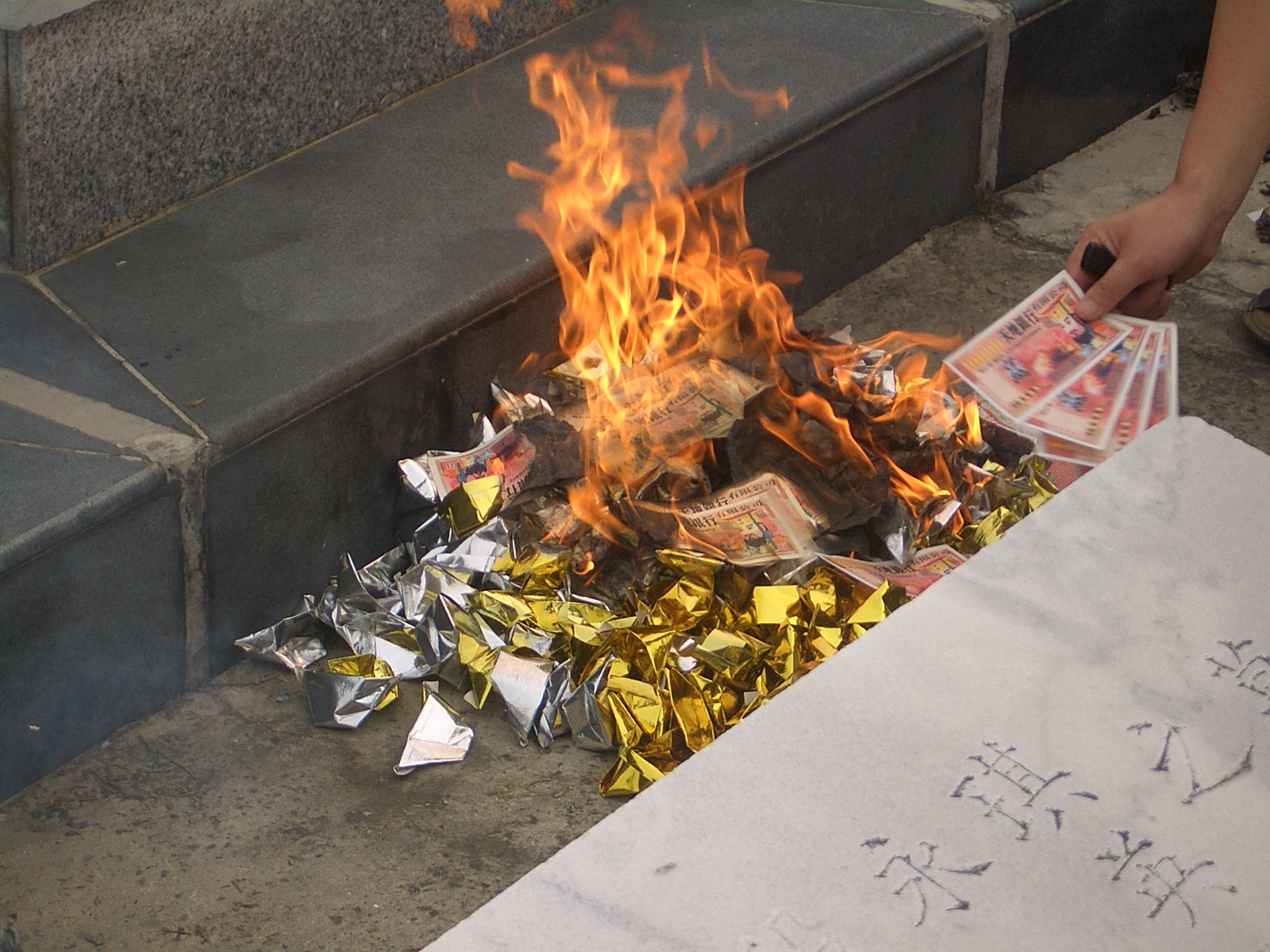
Складені із золотистого паперу бутафорські ямби спалюються на могилі разом із бутафорськими грошима